# Poésie irlandaise
L'histoire de la poésie irlandaise englobe les poésies dans les deux langues, l'irlandais et l'anglais. Les interactions complexes entre ces deux traditions, ainsi qu'entre elles et les autres poésies en langue anglaise, ont produit un ensemble d'œuvres multiforme, difficile à classifier.
Les plus anciens poèmes en irlandais qui nous restent aujourd'hui remontent au VIe siècle, et les premiers poèmes irlandais connus écrits en anglais datent du XIVe siècle. Bien qu'il ait toujours existé une fécondation réciproque entre ces deux traditions linguistiques, la synthèse finale d'une poésie en langue anglaise, ayant absorbé les thèmes et les modèles de la tradition irlandaise, ne se fit pas avant le XIXe siècle. Cela aboutit aux œuvres des poètes de la Renaissance irlandaise à la fin du XIXe siècle et au début du XXe siècle.
Dans le dernier quart du XXe siècle, la poésie irlandaise moderne a eu tendance à beaucoup se diversifier, depuis les poètes de l'École du Nord aux écrivains influencés par la tradition moderniste, et jusqu'à ceux qui soulèvent des questions nouvelles posées par une société de plus en plus urbaine et cosmopolite.

## Première poésie irlandaise
La poésie en irlandais représente la plus vieille poésie en langue vernaculaire d'Europe. Ses plus anciens exemples datent du VIe siècle, et sont en général de courts poèmes lyriques sur la religion ou la nature. Ils étaient fréquemment rédigés par des copistes, leurs auteurs, dans les marges des manuscrits enluminés qu'ils étaient chargés de reproduire.
Les poèmes dans les contes et les sagas, comme le Táin Bó Cúailnge, constituent une autre source de cette poésie irlandaise naissante. À la différence de beaucoup d'autres cycles épiques européens, les sagas irlandaises sont écrites en prose, dans laquelle sont insérés des passages en vers aux moments intenses ou émouvants. Bien que les exemplaires conservés soient des textes révisés à la fin du Moyen Âge, ces sagas, et plus particulièrement leurs poèmes, utilisent une langue archaïque, qui demande au lecteur certaines connaissances de l'Irlande pré-chrétienne.
De cette époque, on peut citer Dallan Forgaill, chef des poètes, à qui sont attribués de nombreux panégyriques à l'adresse de saints contemporains : Amra Choluim Chille (Éloge à saint Colomban), Amra Senain (Éloge à saint Senan).

## Poésie médiévale et pré-moderne

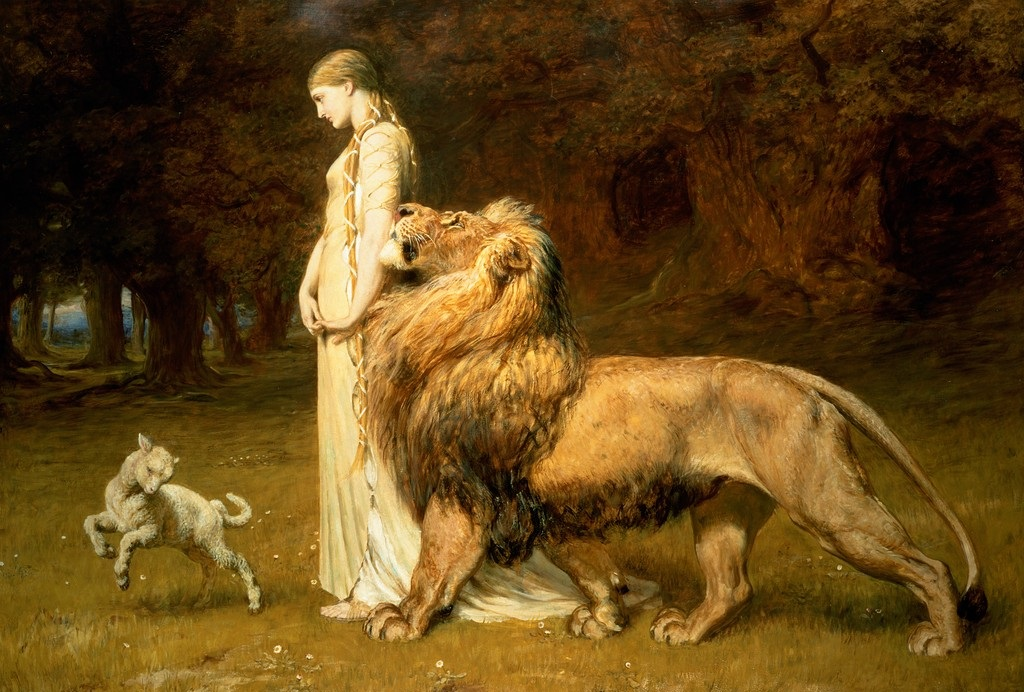
Vision de Briton Rivière d'une scène du poème d'Edmund Spenser La Reine des fées

Les bardes irlandais formaient une caste héréditaire de poètes professionnels, érudits et hautement entraînés. Ils baignaient dans l'histoire et les traditions du clan et du pays, ainsi que dans les techniques de la versification syllabique ; ils employaient l'assonance, le demi-rythme et l'allitération. Faisant partie de la cour du roi ou du chef de clan, ils remplissaient un certain nombre de rôles officiels. Ils étaient les chroniqueurs et les satiristes, dont le travail consistait à louer leurs employeurs et à condamner ceux qui les contrecarraient. On croyait qu'une satire de barde bien dirigée, une glam dicin, était capable de faire pousser des furoncles sur le visage de sa cible. Le lecteur moderne ne goûterait plus la plupart de leurs œuvres, car elles consistent bien souvent en d'interminables généalogies ou en des comptes rendus journalistiques des actions de leurs seigneurs ou de leurs ancêtres.
Le Metrical Dindshenchas, ou Les traditions des lieux et places, est probablement le principal témoin qui nous reste de la poésie des bardes irlandais. C'est une grande anthologie onomastique, mentionnant les légendes des lieux significatifs du paysage irlandais, et comprenant 176 poèmes au total. Les plus anciens de ceux-ci datent du XIe siècle, et ils furent probablement compilés à l'origine à l'échelle provinciale. Il nous est parvenu en deux versions différentes sous forme d'une compilation nationale, décrite par Robin Flower comme « une sorte de dictionnaire national de topographie qui donne à chaque paysage d'Irlande sa légende appropriée ». La connaissance de l'histoire réelle et supposée des différents lieux formait une part importante de l'éducation de l'élite dans l'ancienne Irlande, et il est probable qu'à l'origine, le Dindshenchas était une sorte de manuel.
Les récits versifiés de Finn Mac Cumaill et des Fianna, connus parfois sous le nom de poésie ossianique, étaient extrêmement communs durant cette période en Irlande et en Écosse. Ils représentent une évolution des premiers récits en prose entrecoupés d'épisodes rimés vers des histoires complètes en vers. Il y a également un notable décalage dans le ton, les poèmes de Finn étant bien plus proches de la tradition du roman courtois que de la nature épique des sagas. Les poèmes de Finn constituent une des sources fondamentales celtiques des légendes arthuriennes
Le manuscrit de la « British Library », Harley 913, contient un groupe de poèmes écrits en Irlande au début du XIVe siècle, appelés d'ordinaire les poèmes de Kildare à cause de leur relation avec ce comté. Par leurs inspirations pastorales, les poèmes et le manuscrit ont de fortes affiliations franciscaines et ils contiennent de nombreuses idées appartenant plus largement à la tradition chrétienne de l'Europe de l'Ouest. Ils représentent les premières étapes de la seconde tradition de la poésie irlandaise, celle de la poésie en langue anglaise, puisqu'ils furent écrits en Moyen anglais.
Durant la reconquête élisabéthaine, deux des plus importants poètes anglais servirent dans les colonies irlandaises. Si Sir Walter Raleigh eut peu d'influence sur le cours de la littérature irlandaise, le temps passé par Edmund Spenser dans le Munster allait avoir de sérieuses conséquences, à la fois sur ses propres écrits et sur le futur développement culturel de l'Irlande. Les relations de Spenser avec ce pays furent quelque peu ambiguës. D'un côté, un Munster idéalisé forme la toile de fond de son chef-d'œuvre, La Reine des fées (The Faerie Queen), et de l'autre, il traite de barbare l'Irlande et tout ce qui est irlandais dans son ouvrage polémique en prose, Un avis sur l'état actuel de l'Irlande (A View of the Present State of Ireland).
Dans cet ouvrage, il décrit les bardes irlandais 
« si incapables d'apprendre aux jeunes la discipline morale, qu'ils mériteraient eux-mêmes d'être sévèrement disciplinés. Car ils choisissent rarement les actions des hommes bons pour ornementer leurs poèmes, mais au contraire c'est celui qu'ils peuvent trouver de plus licencieux dans ses relations, de plus effronté dans ses actions et de plus méprisant pour les lois, de plus dangereux, de plus prêt à tout par ses dispositions désobéissantes et rebelles, c'est celui-là qu'ils présentent et glorifient dans leurs poèmes, c'est celui-là qu'ils louent au peuple, c'est celui-là qu'ils donnent en exemple à suivre à la jeunesse. »
Étant donné que les bardes dépendaient du soutien de l'aristocratie pour survivre, et que le pouvoir de celle-ci était en train de passer aux mains des nouveaux dirigeants anglais, cette sévère condamnation de leurs valeurs morales peut très bien avoir contribué à leur disparition en tant que caste.

## La poésie gaélique auXVIIesiècle
La bataille de Kinsale en 1601 vit la défaite de Hugh O'Neill, malgré son alliance avec les Espagnols, et sa reddition à l'autorité de la couronne en 1603 constitua la victoire finale de la conquête élisabéthaine de l'Irlande. En conséquence, le système d'éducation et de parrainage à la base des écoles professionnelles de bardes se trouva remis en question, et les poètes héréditaires finirent pas s'engager dans des querelles, la dispute des bardes, qui marqua la fin de leur ancienne influence. Durant le début du XVIIe siècle, une nouvelle poésie gaélique prit racine, recherchant son inspiration dans les marges de la société irlandophone dépossédée. La langue de cette poésie est appelée maintenant « Irlandais pré-moderne » ou « Irlandais classique ». Si quelques poètes du XVIIe siècle continuèrent à jouir de parrainages, beaucoup, si ce n'est la plupart, étaient des écrivains à temps partiel, qui soit travaillaient la terre, soit enseignaient, partout où ils pouvaient gagner leur vie. Leur poésie avait aussi changé, avec l'abandon des mètres syllabiques, enseignés par les écoles, pour des mètres accentuels, reflétant la poésie orale de la période des bardes. Une bonne part de la poésie de cette période traite de thèmes politiques et historiques, qui traduisent le sentiment du poète d'un monde perdu.
Les poètes s'adaptèrent de plusieurs manières au nouvel ordre dominé par les Anglais. Quelques-uns continuèrent à bénéficier de parrainages auprès de l'aristocratie gaélique ou Vieux Anglais. Des propriétaires fonciers anglais, installés en Irlande après les Plantations en Irlande, comme George Carew et Roger Boyle, patronnèrent aussi des poètes irlandais. D'autres membres de familles de bardes héréditaires envoyèrent leurs fils dans les nouveaux « Collèges irlandais », qui avaient été fondés dans l'Europe catholique pour l'éducation des Irlandais catholiques, qui n'étaient pas autorisés à fréquenter l'école ou l'université dans leur pays. La majeure partie de la poésie irlandaise du XVIIe siècle fut ainsi composée par des ecclésiastiques catholiques, et la société irlandaise se sentit de plus en plus sous l'influence de la Contre-Réforme. Au milieu du siècle, le sentiment de subordination des classes supérieures catholiques autochtones éclata en Rébellion irlandaise de 1641. Beaucoup de poètes de langue irlandaise produisirent alors une poésie hautement politisée en soutien des Irlandais catholiques organisés dans la Confédération irlandaise. Par exemple, pour soutenir la rébellion, l'ecclésiastique poète, Padraigin Haceid, écrivit Eirigh mo Duiche le Dia (Relève-toi mon pays avec Dieu), qui conseillait que :

Caithfidh fir Éireann uile

o haicme go haonduine…

gliec na timcheall no tuitim

(Tous les Irlandais, sans exception, doivent s'unir ou mourir)
En 1647, un autre des poèmes d'Haceid, Moscail do mhisneach a Banbha (Rassemble ton courage, oh Irlande !) encourageait l'effort de guerre lors des guerres confédérées irlandaises. Il exprimait l'opinion que les Catholiques ne devaient pas tolérer le protestantisme en Irlande :

Creideamh Chriost le creideamh Luiteir…

ladgadh gris i sneachta sud

(La religion du Christ avec la religion de Luther c'est comme des cendres dans la neige)
À la suite de la défaite des Irlandais catholiques lors de la conquête cromwellienne de l'Irlande en 1649-53, et la destruction des anciennes classes foncières irlandaises, beaucoup de poètes pleurèrent l'ancien ordre renversé ou se lamentèrent des destructions et des répressions de la conquête. Le poème anonyme an Siogai Romanach dit :

Ag so an cogadh do chriochnaigh Éire

s do chuir na milte ag iarri dearca…

Do rith plaig is gorta in aonacht

(Ce fut la guerre qui acheva l'Irlande, qui réduisit des milliers à la mendicité, la peste et la famine marchant de concert)
Un autre poème bilingue d'Eamonn an Duna met l'anglais dans la bouche de l'oppresseur et l'irlandais dans celle de l'opprimé :

Le execution bhios suil an cheidir

costas buinte na chuine ag an ndeanach

Transport transplant, mo mheabhair ar Bhearla

A tory, hack him, hang him, a rebel, 

a rogue, a thief a priest, a papist
La première chose qu'un homme attend est l'exécution, 

La dernière dont les coûts lui seront réclamés

Transporte, transplante, c'est tout ce dont je me souviens des Anglais

Un rapparee, tuez-le, pendez-le, c'est un rebelle, 

Un coquin, un voleur, un prêtre, un papiste
Après cette période, les poètes perdirent la plupart de leurs mécènes et de leurs protecteurs. Pendant la guerre williamite en Irlande, les Jacobites catholiques tentèrent de recouvrer leur position en soutenant Jacques II. Daibhi O Bruadair écrivit plusieurs poèmes pour louer l'effort de guerre jacobite, et, en particulier, son héros, Patrick Sarsfield. Les poètes voyaient cette guerre comme une revanche sur les colons protestants, qui étaient venus dominer l'Irlande, comme le dit clairement le poème suivant :

 "You Popish rogue", ni leomhaid a labhairt sinn

acht "Cromwellian dog" is focal faire againn

no " cia sud thall" go teann gan eagla

"Mise Tadhg" geadh teinn an t-agallamh
Nous ne disons pas « Toi, coquin de papiste »

Mais « chien de Cromwell » est notre mot de passe

« Qui va là ? » ne nous fait pas peur

« Je suis Irlandais » est notre réponse

Diarmuid Mac Cairthaigh, Cead buidhe re Dia ("Une centaine de victoires avec Dieu")
La défaite des Jacobites, et surtout la fuite ignominieuse de Jacques II après la bataille de la Boyne, donnèrent lieu aux vers moqueurs suivants :

Seamus an chaca, a chaill Éireann, 

lena leathbhrog ghallda is a leathbhrog Ghaelach
Jacques la merde a perdu l'Irlande

Avec sa seule chaussure anglaise, et sa seule chaussure irlandaise
Les principaux poètes de cette période comprennent Dáibhí Ó Bruadair (David O Bruadair) (1625?–1698), Piaras Feiritéar (1600?–1653) et Aogán Ó Rathaille (1675–1729). Ó Rathaille appartient autant au XVIIIe siècle qu'au XVIIe siècle, et son œuvre, qui a introduit le genre vision (aisling), marque une transition vers l'Irlande de l'après-Boyne.
- Autres : Thomas Parnell (1679-1718)

## LeXVIIIesiècle
C'est sans doute le XVIIIe siècle qui fut l'époque où les deux traditions linguistiques prirent une égale importance. Avec Swift, la tradition anglaise eut son premier écrivain de génie. La poésie en irlandais rappelle alors la fin du vieil ordre gaélique et du parrainage, dont dépendaient les poètes pour vivre. Ce fut la période de réelle transition.

### Les chansons gaéliques: la fin d'une époque
Comme la vieille aristocratie autochtone avait subi une défaite militaire et politique, et bien souvent aussi l'exil, l'ordre ancien qui avait soutenu les poètes bardes disparut. Dans ces circonstances, il n'est guère étonnant que la plupart de la poésie et des chansons en langue irlandaise de cette époque se lamentent sur ces changements et sur la situation désespérée du poète. Pourtant, étant des professionnels pragmatiques, les poètes allèrent jusqu'à écrire des poèmes de louange à l'intention des nouveaux seigneurs anglais, dans l'espoir de retrouver la continuité du parrainage. Ce ne fut généralement pas une tactique payante, et les poètes gaéliques tendirent à devenir des poètes du peuple jusqu'au Celtic Revival, qui débuta au début du XIXe siècle. Pourtant, beaucoup de ces poèmes écrits à cette époque d'apparent déclin continuent à vivre, et sont récités ou chantés encore aujourd'hui.

### Cúirt An Mheán Oíche
Cúirt An Mheán Oíche (Le Tribunal de minuit) par Brian Merriman (1747–1805) est une œuvre quelque peu curieuse dans la poésie du XVIIIe siècle. Merriman était un professeur de mathématiques, qui vivait et travaillait dans les comtés de Clare et de Limerick. Cúirt An Mheán Oíche, qui est en fait son unique ouvrage poétique, fut écrit autour de 1780. Le poème commence en utilisant les conventions de l'Aisling, ou du poème de vision. Le poète marche dehors, et il a la vision d'une femme de l'autre monde. Symboliquement, cette femme est l'Irlande, et le poème se lamente sur son sort et appelle ses 'fils' à se rebeller contre la tyrannie étrangère.
Sous la plume de Merriman, la convention prend un tour inhabituel. La femme traîne le poète au tribunal de la reine des fées, Aoibheal. Se déroule alors un procès, dans lequel une jeune femme fait appel à Aoibheal pour qu'elle prenne des mesures contre les jeunes gens d'Irlande qui refusent de se marier. Un vieil homme lui répond. Il se lamente tout d'abord sur l'infidélité de sa jeune femme, et, de façon plus générale, sur la vie dissolue des jeunes femmes. Il en appelle à la reine pour mettre un terme définitif à l'institution du mariage, et pour la remplacer par un système d'amour libre. La jeune femme répond en se moquant de l'incapacité du vieil homme de satisfaire les besoins de sa jeune femme. Elle demande qu'un terme soit mis au célibat du clergé, afin d'élargir le champ des époux potentiels. Finalement, Aoibheal décide que tous les hommes s'accoupleront à l'âge de 21 ans, que les hommes âgés qui ne parviennent pas à satisfaire leurs femmes seront punis, que le sexe sera approuvé, et non pas condamné, et enfin que les prêtres seront bientôt libres de se marier. Le poète découvre, à son désarroi, qu'il est le premier à souffrir des conséquences de cette nouvelle loi. Il se réveille alors pour s'apercevoir qu'il s'agissait juste d'un cauchemar. Par son traitement sincère de la sexualité et du célibat des prêtres, Cúirt An Mheán Oíche est un document unique dans l'histoire de la poésie irlandaise dans les deux langues.

### Swift and Goldsmith

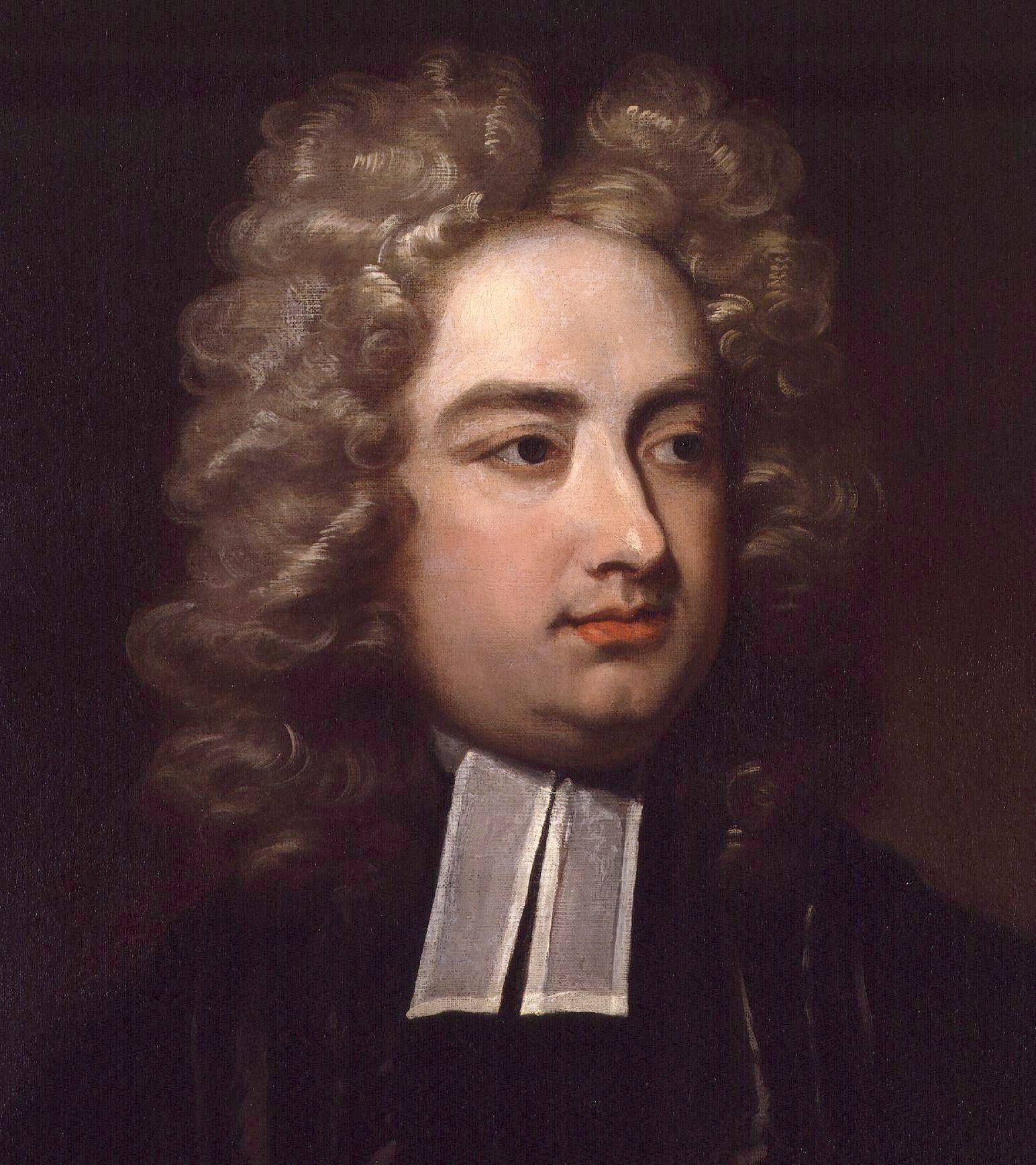
Jonathan Swift par Charles Jervas

Avec Jonathan Swift (1667–1745), la littérature irlandaise en langue anglaise trouve son premier écrivain de véritable génie. 

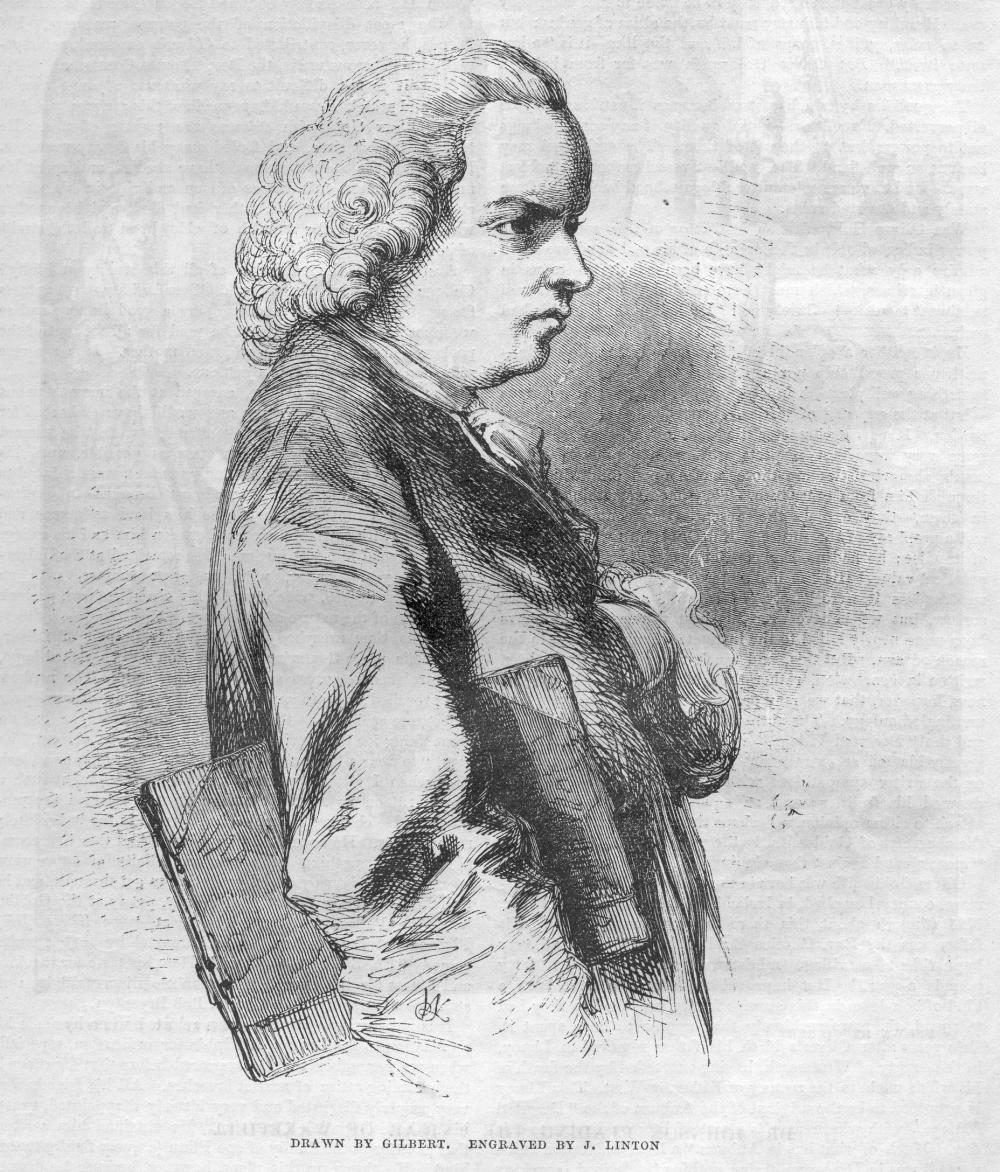
Oliver Goldsmith

Bien qu'il soit mieux connu pour ses ouvrages en prose, comme Les Voyages de Gulliver et Le Conte du tonneau, Swift était un poète de considérable talent. Techniquement proche de celle de ses contemporains anglais, Pope and Dryden, la poésie de Swift montre le même ton satirique et la même horreur pour le corps humain et ses fonctions que dans sa prose. Swift a aussi publié des traductions de poèmes à partir de l'irlandais.
Oliver Goldsmith (1730?–1774) commença sa carrière littéraire comme écrivaillon à Londres, écrivant sur n'importe quel sujet, du moment qu'il fût payé suffisamment pour tenir à distance ses créanciers. Il finit par faire partie du cercle de Samuel Johnson, Edmund Burke et Sir Joshua Reynolds. Sa réputation lui venait d'un roman, Le Vicaire de Wakefield, d'une pièce, Elle s'abaisse pour vaincre, et deux longs poèmes, Le Voyageur et Le Village déserté. Cette dernière œuvre est peut-être le premier et le meilleur poème écrit par un auteur irlandais dans la tradition pastorale anglaise. Il a été interprété de différentes façons, tantôt comme une lamentation sur la mort du village irlandais sous la férule anglaise, tantôt comme une protestation contre les effets de la réforme agraire sur le paysage rural irlandais.

## LeXIXesiècle
Au cours du XIXe siècle, des facteurs politiques et économiques causèrent le déclin de la langue irlandaise au profit de l'anglais, qui devint la langue principale en Irlande. Ce changement se reflète dans la poésie de cette période. La fin des vieilles coutumes, un trait caractéristique des lamentations des bardes au XVIIIe siècle, se retrouve dans des poèmes du début du XIXe siècle, tel que Caoine Cill Chais (Lamentation sur Kilcash). Dans ces vers, l'auteur anonyme regrette que le château de Cill Chais reste vide, que ses bois soient coupés et que la religion catholique soit devenue clandestine :

Cad a dhéanfaimid feasta gan adhmad, 

tá deireadh na gcoillte ar lár;

níl trácht ar Chill Chais ná a teaghlach, 

is ní bainfear a cling go bráth;

an áit úd ina gcónaíodh an deighbhean

a fuair gradam is meidhir tar mhná, 

bhíodh iarlaí ag tarraing tar toinn ann, 

is an tAifreann binn á rá.
Que ferons-nous maintenant sans arbres?

Le dernier des bois a disparu.

Il ne reste rien de Kilcash et de ses habitants

Et ses cloches ne sonneront plus.

Cet endroit où vivait cette grande dame, 

Qui était estimée et aimée plus qu'aucun autre, 

Des comtes venaient d'outre-mer pour le visiter

Et la messe y était doucement dite

### Anglais à la façon irlandaise
De façon paradoxale, dès que l'anglais devint la langue dominante de la poésie irlandaise, les poètes commencèrent à exploiter l'héritage en langue irlandaise comme une source de sujets et de techniques. Le premier poète irlandais important à écrire en anglais avec une manière irlandaise reconnaissable fut probablement Thomas Moore (1779–1852). L'ouvrage le plus durable de Moore, les Mélodies irlandaises, fut très populaire auprès du public anglais, et le poète devint la coqueluche de Londres. Ses poèmes sont peut-être un peu surchargés de harpes, de bardes et de ménestrels d'Erin pour convenir aux goûts modernes, mais ils ouvrirent la possibilité d'une véritable tradition poétique irlandaise en langue anglaise, et servirent d'exemple aux futurs poètes irlandais. En 1842, Charles Gavan Duffy (1816–1903), Thomas Davis, (1814–1845), et John Blake Dillon (1816–1866) fondèrent The Nation pour pousser à réformer l'autorité britannique. Le groupe d'hommes politiques et d'écrivains associés à « The Nation » fut connu sous le nom de Jeune Irlande. Le magazine publiait des poésies, comme des œuvres de Duffy et Davis, dont A Nation Once Again, qui est toujours populaire parmi les nationalistes irlandais. Pourtant, le poète le plus important associé avec « The Nation » est sans conteste James Clarence Mangan (1803–1849). Mangan était un véritable poète maudit, qui se jeta dans le rôle du barde, et inclut même des traductions de poèmes de barde dans ses publications.
Un autre poète qui soutint « Jeune Irlande », bien qu'il ne fût pas directement lié à ce groupe, fut Samuel Ferguson (1810-1886). Ferguson écrivit une fois : « mon ambition est de hisser les éléments indigènes de l'histoire irlandaise à un niveau plus digne. » Dans ce dessein, il réécrivit en vers beaucoup de vieilles sagas irlandaises. Il rédigea également une émouvante élégie à l'intention de Thomas Davis. William Allingham (1824–1889) fut une figure importante du mouvement préraphaélite. Son Day and Night Songs fut illustré par Dante Gabriel Rossetti et Millais. 

### Chansons et poèmes populaires
Durant le XIXe siècle, la poésie en irlandais devint essentiellement un art populaire. Une des rares figures bien connues de cette période fut Antoine Ó Raifteiri (Anthony Raftery) (1784–1835), le dernier des bardes errants. Son Mise Raifteiri an file (Je suis Raifteiri le barde) est toujours appris par cœur dans quelques écoles irlandaises. Ce fut, de plus, une des grandes périodes pour la composition de chansons populaires dans les deux langues, et la majorité du répertoire des chanteurs traditionnels est typiquement composée de chansons du XIXe siècle.

### La Renaissance irlandaise
Le mouvement poétique le plus significatif de la seconde moitié du XIXe siècle fut probablement le Symbolisme français. Ce mouvement influença inévitablement les auteurs irlandais, notamment Oscar Wilde (1845–1900). Bien que Wilde soit mieux connu pour son théâtre, ses œuvres de fiction et La ballade de Reading Gaol, il écrivit aussi de la poésie dans la veine symbolique, et il fut le premier écrivain irlandais à expérimenter le poème en prose. Pourtant le très cosmopolite Wilde n'allait pas beaucoup influer sur le cours futur de la littérature irlandaise. W. B. Yeats (1865–1939) le fit davantage dans le long terme. Il fut, lui aussi, influencé par ses contemporains français, mais il se focalisa consciemment sur un contenu irlandais identifiable. À ce titre, il fut le créateur du mouvement littéraire connu sous le nom de Celtic Revival. Il obtint le Prix Nobel de littérature en 1923. En dehors de Yeats, l'élan donné à ce mouvement vint principalement du travail de traducteurs universitaires, qui contribuèrent à la découverte des anciennes sagas et de la poésie ossianique, ainsi que de la tradition plus récente des chansons populaires en irlandais. Parmi ceux-ci, un des plus notables fut Douglas Hyde (1860–1949), qui devint plus tard Président d'Irlande, et dont le Amhráin Grádha Chúige Chonnacht  (Chansons d'amour de la province de Connacht) fut largement admiré.

## LeXXesiècle

### Yeats et le modernisme
Dans les années 1910, Yeats prit connaissance de l'œuvre de James Joyce, et il travailla étroitement avec Ezra Pound, qui servit pendant un moment de secrétaire particulier de Joyce. Grâce à Pound, Yeats devint familier des travaux de tout un groupe de poètes modernistes remarquables. De ces contacts, il en tira indubitablement des enseignements, et à partir de son livre de 1916, Responsibilities and Other Poems, son œuvre, même si elle ne mérite pas entièrement l'étiquette de moderniste, devint bien plus incisive qu'auparavant.

### Les poètes de 1916
Un autre groupe de poètes irlandais du début du XXe siècle, qui valent la peine d'être mentionnés, sont ceux qui furent associés à l'Insurrection de Pâques 1916. Padraig Pearse (1879–1916), Joseph Mary Plunkett (1879–1916) et Thomas MacDonagh (1878–1916), appartenant à l'état-major républicain, furent des poètes reconnus. Bien que beaucoup de poèmes écrits par eux aient de manière prévisible un point de vue catholique et nationaliste, il n'en reste pas moins qu'ils furent des écrivains compétents, et leurs ouvrages possèdent un intérêt historique considérable. Pearse, en particulier, montre l'influence qu'il subit de ses contacts avec les travaux de Walt Whitman.

### L'après-Yeats: Clarke, Higgins et Colum
Ce fut cependant la manière celtique ancienne de Yeats qui eut le plus d'influence. Parmi les partisans les plus importants de ce courant, on compte Padraic Colum (1881–1972), F. R. Higgins (1896–1941), et Austin Clarke (1896–1974). Dans les années 1950, Clarke, revenant à la poésie après une longue absence, se tourna vers un style bien plus personnel, et écrivit de nombreuses satires de la société irlandaise et de ses pratiques religieuses.

### Modernisme irlandais
En fait, le modernisme poétique irlandais prit exemple non sur Yeats, mais sur Joyce. Les années 1930 virent l'émergence d'une génération d'écrivains, qui s'engagèrent, comme il fallait s'y attendre, dans l'écriture expérimentale. Le plus connu de ceux-ci fut Samuel Beckett (1906–1989), qui obtint le Prix Nobel de littérature en 1969. La poésie de Beckett, bien que non négligeable, n'est pas ce qui l'a fait le plus connaître. Les poètes irlandais modernistes les plus significatifs de la seconde génération, ceux qui publièrent dans les années 1920 et 1930, comprennent Brian Coffey (1905–1995), Denis Devlin (1908–1959), Thomas MacGreevy (1893–1967), Blanaid Salkeld (1880–1959), et Mary Devenport O'Neill (1879–1967). Les deux longs poèmes tardifs de Coffey, Advent et Death of Hektor, sont fréquemment considérés comme les œuvres les plus importantes du canon irlandais moderniste.

### La poésie dans l'Irlande de De Valera
Pendant que Yeats et ses disciples écrivaient sur une Irlande gaélique aristocratique, la réalité était toute autre. L'État libre d'Irlande était en réalité composé de petits fermiers et de commerçants. Inévitablement, de cette fracture émergea une génération de poètes, qui se rebellèrent contre l'exemple de Yeats, tout en n'étant pas modernistes par inclination. Patrick Kavanagh (1904–1967), qui venait d'une petite ferme, traita de l'étroitesse et des frustrations de la vie rurale. John Hewitt (1907–1987), que beaucoup considèrent comme le père fondateur de la poésie nord-irlandaise, venait lui aussi d'un milieu rural, mais vivait à Belfast. Il fut parmi les premiers poètes irlandais à parler du sentiment d'aliénation que beaucoup alors ressentaient à cause de leurs origines rurales et de leurs nouvelles vies urbaines. Louis MacNeice (1907–1963), un autre poète nord-irlandais, s'associa à la politique de gauche de Michael Roberts et des poètes des « New Signatures », mais il s'intéressa bien moins à la politique que des poètes comme W. H. Auden ou Stephen Spender par exemple. La poésie de MacNeice était alimentée par ses intérêts immédiats et par son environnement, aussi est-elle plus sociale que politique. Au sud, dans la république d'Irlande, une génération de poètes et d'écrivains post-modernistes apparut à partir des années 1950. Parmi ces hommes de plume, les plus saillants furent les poètes Antony Cronin, Pearse Hutchinson, John Jordan, Thomas Kinsella et John Montague. La plupart d'entre eux vivaient à Dublin dans les années 1960 et 1970. De nombreux magazines littéraires furent fondés dans cette ville pendant ces années : Poetry Ireland, Arena, The Lace Curtain, dans les années 1960, et Cyphers la décennie suivante.

### La poésie en irlandais
Avec la fondation de l'État libre d'Irlande, cela devint une politique officielle du gouvernement de promouvoir et de protéger la langue irlandaise. Sans rencontrer véritablement le succès, cette politique entraîna pourtant un renouveau de la littérature en langue irlandaise. De façon spécifique, la fondation en 1926 du An Gúm ("Le Projet"), une maison d'édition sponsorisée par le gouvernement, ouvrit des débouchés aux travaux originaux en irlandais, ainsi qu'aux traductions dans cette langue. Nombre de poètes de langue irlandaise se firent ainsi connaître, et parmi ceux-ci : Máirtín Ó Direáin (1910–1988), Seán Ó Ríordáin (1916–1977), Máire Mhac an tSaoi (né en 1922), Gabriel Rosenstock (né en 1949), et Nuala Ní Dhomhnaill (né en 1952). Tout en étant influencés par la tradition poétique irlandaise, tous ces poètes montrèrent leur capacité à assimiler l'influence des poésies en d'autres langues.

### L'École du Nord
Les poètes de l'Irlande du Nord ont déjà été mentionnés en liaison avec John Hewitt. Bien sûr, il en exista d'autres d'une certaine importance, comme Robert Greacen (né en 1920), qui, avec Valentin Iremonger, publia une importante anthologie, Contemporary Irish Poetry en 1949. Greacen est né dans le Derry, a vécu à Belfast dans sa jeunesse, puis à Londres dans les années 1950, 60 et 70. Il obtint le Prix irlandais du Times de poésie en 1995 pour ses Collected Poems, puis il retourna vivre à Dublin quand il fut nommé membre de l'Aosdana. Parmi d'autres poètes renommés de cette période figurent Roy McFadden (1921–1999), un ami de longue date de Greacen, et Padraic Fiacc (né en 1924 à Belfast), qui vécut en Amérique pendant sa jeunesse. Dans les années 1960, coïncidant avec le conflit nord-irlandais dans la province, de nombreux poètes d'Ulster commencèrent à recevoir l'attention des critiques et du public. Les plus connus d'entre eux sont Michael Longley (né en 1939), Derek Mahon (né en 1941), Seamus Heaney (né en 1939), et Paul Muldoon (né en 1951). 
Heaney est probablement le plus connu de ces poètes. Il obtint le Prix Nobel de littérature en 1995, et servit comme professeur boylstonien de rhétorique et d'éloquence et comme poète émersonien en résidence à l'université Harvard, et comme professeur de poésie à l'université d'Oxford. Derek Mahon est né à Belfast et a travaillé comme journaliste, rédacteur et scénariste, tout en publiant ses premiers livres. Sa mince production ne doit pas masquer la haute qualité de son travail, qui est influencé par des écrivains modernistes, comme Samuel Beckett. 
Paul Muldoon a été professeur de lettres à l'université de Princeton. En 1999, il fut élu professeur de poésie à l'université d'Oxford. Quelques critiques littéraires trouvent que ces poètes partagent quelques similarités formelles, comme un intérêt pour les formes poétiques traditionnelles, ainsi que la volonté de s'occuper de la difficile situation politique de l'Irlande du Nord. D'autres, comme le poète dublinois Thomas Kinsella, ont trouvé que la notion même de l'École du Nord relevait plus du battage publicitaire que de la réalité.

### Expérimentation
À la fin des années 1960, deux jeunes poètes irlandais, Michael Smith (né en 1942) et Trevor Joyce (né en 1947), fondèrent la maison d'édition New Writers Press et un journal appelé The Lace Curtain. C'était en partie pour pouvoir publier leurs propres œuvres et celles de leurs amis qui partageaient leurs goûts, et en partie pour promouvoir les travaux de modernistes irlandais négligés, comme Coffey et Devlin. En tant qu'éditeurs, Joyce et Smith ont publié de considérables volumes de poésie. Parmi les autres poètes publiés par New Writers Press, on compte Geoffrey Squires (né en 1942), dont les premiers travaux furent inspirés par Charles Olson, et Augustus Young (né en 1943), qui admirait Pound, et qui a traduit de l'ancienne poésie irlandaise, ainsi que des œuvres d'Amérique latine et des poèmes de Bertolt Brecht. Des poètes plus jeunes, qui écrivent ce qui pourrait être appelé de la poésie expérimentale, incluent Maurice Scully (né en 1952), et Randolph Healy (né en 1956). Presque tous ces poètes, avec beaucoup d'expérimentalistes plus jeunes, ont présenté leurs travaux au festival annuel SoundEye de Cork.

### Les marginaux
En dehors de ces deux groupes assez lâches, un certain nombre de poètes irlandais saillants de la seconde moitié du XXe siècle peuvent être décrits comme des marginaux, par exemple Thomas Kinsella (né en 1928), dont les premiers ouvrages furent influencés par Auden. Ses travaux suivants, par leur structure métrique plus libre et l'usage d'images, laissent voir l'influence de Pound, mais ils demeurent profondément personnels dans leur forme comme dans leur fond. Il est professeur d'anglais à l'Université Temple de Philadelphie. Kinsella a aussi publié la poésie d'Austin Clarke, qui, du moins par ses derniers travaux, peut être aussi classé dans les marginaux de la poésie irlandaise.
Michael Hartnett (1941–1999) était aussi un marginal dans la poésie irlandaise, dans le sens où il était autant à l'aise en anglais qu'en irlandais. En plus de ses travaux originaux dans les deux langues, dont des haïkus en anglais, il publia des traductions en anglais de poésies de bardes et du Dao De Jing.
John Jordan (en) (1930–1988) était un poète, un nouvelliste, un critique littéraire et un universitaire. Il fut le premier rédacteur en chef du magazine Poetry Ireland, lorsque sa publication reprit dans les années 1960, et le rédacteur fondateur de Poetry Ireland Review dans les années 1980. Il fit publier dans la revue Poetry Ireland le jeune Seamus Heaney, et fut le premier à publier des œuvres de Paul Durcan et de Michael Hartnett. Il était enseignant d'anglais à l'University College Dublin, et professeur d'anglais à Memorial University de Terre-Neuve-et-Labrador à Saint-Jean. Il fut un critique célèbre, qui écrivit régulièrement pour le magazine Hibernia, et pour des revues universitaires telles que University Review, Irish University Review et Studies. Il mourut à Cardiff au Pays de Galles en 1988. Ses œuvres complètes ont été publiées par son exécuteur littéraire, Hugh McFadden, qui est aussi un poète. Les Poèmes complets furent publiés après sa mort par Dedalus Press en 1991, les Histoires complètes par Poolberg Press en 1991, et la prose choisie, Crystal Clear, préparée par McFadden, fut publiée par Lilliput Press, Dublin en 2006.
Eoghan Ó Tuairisc (Eugene Watters) (1919–1982) fut un autre poète bilingue. Son The Weekend of Dermot and Grace (1964) est l'un des plus intéressants longs poèmes de la seconde moitié du XXe siècle, et un des rares exemples de l'application des leçons du The Waste Land (La Terre vaine) de T. S. Eliot's dans une œuvre d'un poète irlandais. Patrick Galvin (né en 1927) exploita principalement la tradition des ballades et sa poésie révèle ses opinions politiques de gauche. Il a aussi écrit plusieurs volumes de mémoires, l'un d'eux, Song for a Raggy Boy, a été adapté au cinéma. Cathal Ó Searcaigh (né en 1956) écrit exclusivement en irlandais. Beaucoup de ses poèmes possèdent des thèmes candidement homoérotiques. Il a également écrit des pièces de théâtre, comme Oíche Ghealaí ("Nuit de lune"), dont le contenu homosexuel créa des controverses lors de la première à Letterkenny en 2001

### Femmes poètes
La seconde moitié du XXe siècle vit également l'émergence d'un certain nombre de femmes poètes renommées. Parmi celles qui réussissent le mieux, se trouvent Eavan Boland (née en 1944) et Eiléan Ní Chuilleanáin (née en 1942). Boland a beaucoup traité des thèmes spécifiquement féministes, et des difficultés rencontrées par les femmes poètes dans un monde littéraire dominé par les hommes. Elle est professeur d'anglais à l'université Stanford. La poésie de Ní Chuilleanáin résiste à des résumés rapides, montrant ses multiples sources d'intérêt : le sacré, l'expérience féminine, l'histoire de la Réforme. Elle a aussi traduit de la poésie depuis de nombreuses langues. Elle est membre du Trinity College de Dublin, où elle est maître de conférences de littérature anglaise. On peut citer d'autres femmes poètes renommées : Kerry Hardie, Medbh McGuckian, Paula Meehan et Nuala Ni Dhomhnaill, dont la première langue est l'irlandais, mais dont les œuvres ont été traduites en anglais.

## La poésie irlandaise actuelle
Selon certains commentateurs, la poésie irlandaise actuelle n'est pas en très bonne santé, bien que beaucoup de poésie soit écrite et publiée. Ceci a plusieurs raisons. Depuis la fin des années 1990, il y a comme une explosion dans la quantité de poésie publiée en Irlande. Comme le Conseil culturel commença à subventionner davantage d'organisations, alors que le coût de la publication baissait, il devint plus facile de faire publier ses œuvres, et comme résultat, la qualité s'est dégradée. À telle enseigne qu'il y a maintenant en Irlande plus de poètes publiés actuellement vivants qu'il n'y en eut dans tout le siècle précédent. Mais malgré la quantité, il n'est plus apparu de voix vraiment nouvelle depuis Paul Durcan au début des années 1980, à part Pat Boran, Tony Curtis, Trevor Joyce, Hugh McFadden et Paula Meehan. Une coterie s'est aussi développée, où les poètes se font mutuellement les critiques dans la presse, dans un sens favorable bien entendu. Quant à la vente des livres, un recueil moyen se vend au mieux à quelques centaines d'exemplaires, dont environ 70 à 80 copies vendues au moment du lancement du livre, lorsque les amis de l'auteur sont conviés pour célébrer cet événement.
Avec tant de rivalité pour survivre, il y a eu une tendance inquiétante chez les poètes irlandais à devenir poètes à temps partiel, et universitaires, ou même professeurs de poésie, à temps complet. Un énorme marché commercial, fondé sur les ateliers poétiques, et commencé dans les années 1990, est maintenant en plein essor, et on dit que presque toutes les rues d'Irlande se flattent de posséder un poète ou deux.
Ces dernières années, en partie à cause des actions du Conseil culturel et de « Poetry Ireland », cette tendance s'est accentuée par la création d'un réseau « d'ateliers d'écrivains », s'étendant à tout le pays, disposant de fonds destinés à faciliter l'emploi des écrivains. Ces organismes soutiennent et financent des lectures de poésie, et la plupart des municipalités et beaucoup d'écoles, de prisons, d'universités et d'autres institutions emploient des « écrivains en résidence ». Ces possibilités d'emploi tendent à professionnaliser la poésie en Irlande, ce qui est peut-être le plus clairement démontré par la création récente d'une maîtrise d'écriture créative à la National University of Ireland de Galway et au Trinity College Dublin. Il ne reste plus qu'à observer les conséquences de tels développements sur l'avenir de la poésie en Irlande. 
Parmi les poètes irlandais importants, qui sont apparus ces récentes années, on peut dénombrer Paul Durcan, Tony Curtis, Pat Boran, Patrick Chapman, Greg Delanty, Seán Dunne, Vona Groarke, Kerry Hardie, dont un texte a été publié en édition bilingue dans Jointure (revue littéraire) française, John Hughes, Justin Quinn, Thomas McCarthy, Hugh McFadden, Paula Meehan, Sinead Morrissey, Gerry Murphy, Conor O'Callaghan, William Wall et Caitriona O'Reilly. Pat Boran est le directeur de Dedalus Press, une des principales maisons d'édition de poésie à Dublin. Hugh McFadden (né en 1942) est l'exécuteur littéraire de l'écrivain John Jordan, rédacteur fondateur de Poetry Irelandet de The Poetry Ireland Review

### Sources
- (en) Old Irish Poems (For 17th century poems)
- Nicholas Canny, Making Ireland British, 1580-1650 New ed. (Oxford: Oxford University Press, 2003)
- John Flood & Phil Flood, Kilcash:1190-1801 (Dublin, Geography Publications 1999)
- Padraig Lenihan, Confederate Catholics at War (Cork: Cork University Press, 2000)
- Eamonn o Cairdha, Ireland and the Jacobite Cause, 1685-1766: À fatal attachment (Dublin: Four Courts Press, 2004)
- Keith Tuma, Anthology of Twentieth-Century British and Irish Poetry (New York: Oxford University Press, 2001)
- Article traduit d'après en:Irish Poetry